# Karin Thomas
Karin Thomas, née le 3 octobre 1961 à Brusio, est une fondeuse suisse.